# Discoporella reussiana
Discoporella reussiana is een mosdiertjessoort uit de familie van de Cupuladriidae. De wetenschappelijke naam van de soort is voor het eerst geldig gepubliceerd in 1869 door Manzoni.